# Fernand Cournollet
Fernand Henri Jean Cournollet, né le 19 décembre 1882 à Villers-sur-Mer et mort le 10 août 1971 à Reims, est un joueur de curling français.

## Carrière
Fernand Cournollet est capitaine de l'équipe de France de curling médaillée de bronze aux Jeux olympiques d'hiver de 1924 se tenant à Chamonix, avec  Henri Aldebert, Georges André, Armand Isaac-Bénédic, Robert Planque et Pierre Canivet.